# Dänischer Gesamtstaat

Dänischer Gesamtstaat Ende des 18. Jahrhunderts (ohne tropische Kolonien)

Der dänische Gesamtstaat (dänisch helstaten) bestand etwa von 1773 bis zur Niederlage Dänemarks im Deutsch-Dänischen Krieg am 30. Oktober 1864. Der Name „Gesamtstaat“ verweist auf den Charakter eines durch Personalunion sowie durch Elemente einer gemeinsamen, institutionalisierten Regierung zusammengefassten Herrschaftsgebiets, das staatsrechtlich, kulturell, sprachlich und/oder konfessionell unterschiedliche Bevölkerungsteile umfasste. Umstritten ist, ob der Gesamtstaat ein Imperium war. Im dänischen Gesamtstaat lebten u. a. Dänen, Norweger, Sami, Isländer, Färinger, Deutsche, Nordfriesen, Kariben, Nikobaresen, Shompen, Tamilen und Inuit (Grönländer). Auch nach dem Ende des Gesamtstaats blieb Dänemark ein Vielvölkerstaat.

## Gebiete

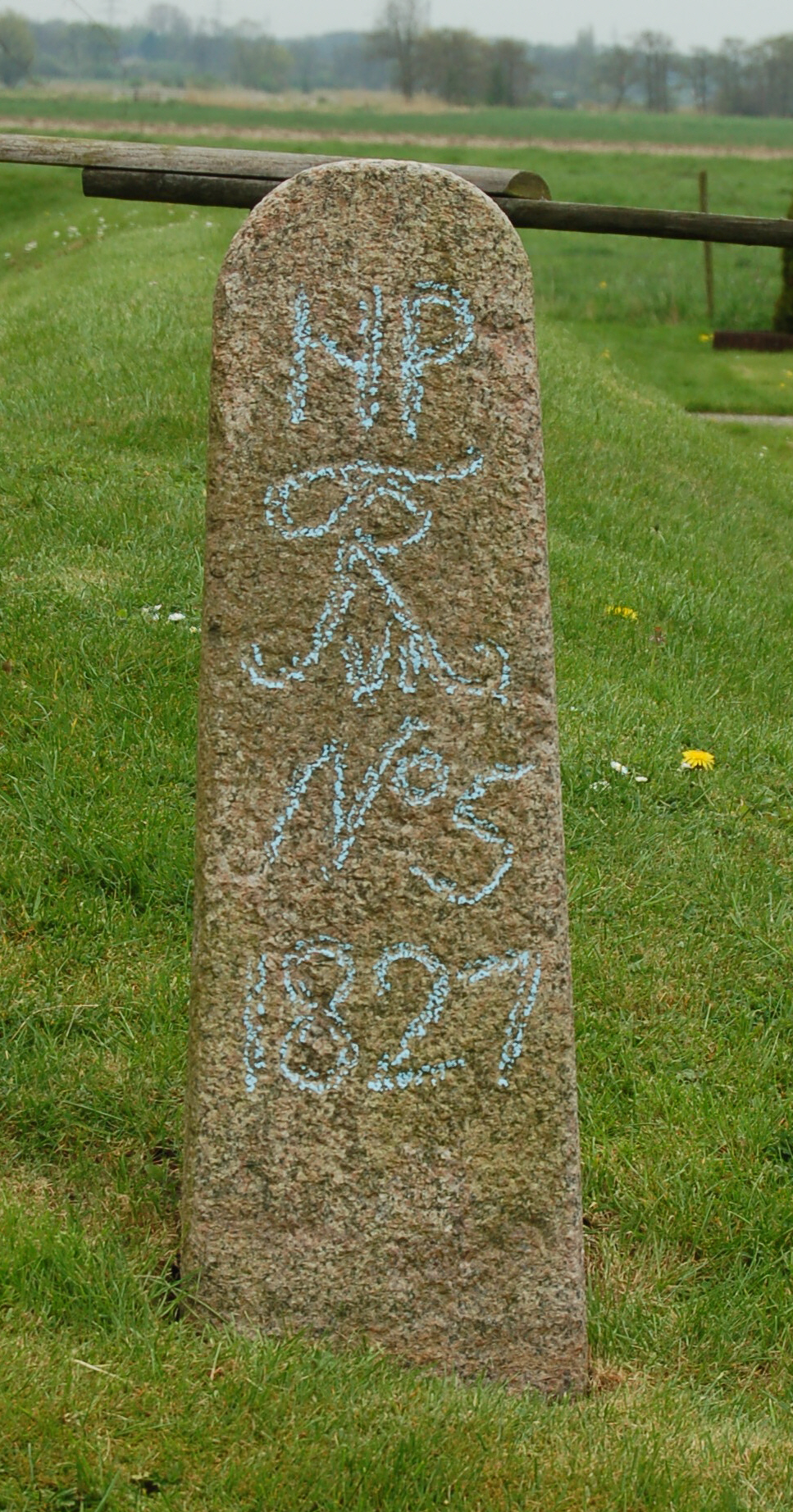
Dänischer Grenzstein aus dem Jahr 1827 im heutigen Kreis Pinneberg

Der dänische Gesamtstaat umfasste – zum Teil nur zeitweilig − die folgenden Gebiete:
- Königreich Dänemark
- Königreich Norwegen (bis zum Kieler Frieden von 1814)
- norwegische (ab 1814 dänische) Besitzungen im Nordatlantik
  - Färöer
  - Island
  - Grönland
- Herzogtum Schleswig (dänisches Reichslehen)
- Herzogtum Holstein (bis 1806 deutsches Reichslehen, nach 1815 Mitgliedsstaat des Deutschen Bundes)
- Herzogtum Sachsen-Lauenburg (seit 1815 im Anschluss an den Wiener Kongress, Mitgliedsstaat des Deutschen Bundes)
- dänische Kolonien
  - Dänisch-Westindien (St. Thomas, St. Croix, St. Jan)
  - Dänische Besitzungen an der Goldküste (bis 1850)
  - Dänisch-Ostindien (Trankebar (bis 1845), Serampore (bis 1845), Nikobaren)

Norwegen war bereits seit 1380 mit Dänemark in einer Personalunion verbunden. Durch den Kieler Frieden verlor Norwegen seinen Besitz der Färöer, von Island sowie von Grönland an Dänemark. Dadurch gehörten diese Gebiete weiterhin zum dänischen Gesamtstaat.
Die Elbherzogtümer wurden vom dänischen König jeweils als Herzog regiert; sie standen somit in einer Personalunion mit dem eigentlichen Königreich Dänemark. Staatsrechtlich gehörte das Herzogtum Holstein als deutsches Lehen nach wie vor zum Heiligen Römischen Reich Deutscher Nation, während das Herzogtum Schleswig als dänisches Reichs- und Königslehen zu Dänemark gehörte. Der Vertrag von Zarskoje Selo von 1773 regelte Erbfolgen in Schleswig-Holstein und verhinderte eine weitere Aufsplitterung dieses Territoriums. Er gilt als Gründungsdatum des dänischen Gesamtstaates. Nach der Auflösung des Heiligen Römischen Reiches im Jahre 1806 erließ der dänische König ein Inkorporationspatent, das Holstein de iure an das Königreich Dänemark anschloss. Aber ebenso wie ein 1713/21 ausgesprochenes Inkorporationspatent für das Herzogtum Schleswig blieben beide Einverleibungen faktisch wirkungslos, da alle Gesetze und Gewohnheitsrechte vorläufig ihre Gültigkeit behalten sollten, Schleswig und Holstein weiterhin getrennt vom Königreich verwaltet wurden und der König auf seine Titulaturen als Herzog von Schleswig und Holstein nicht verzichtete. Die ohnehin nur nominelle Inkorporation wurde 1815 mit der Gründung des Deutschen Bundes wieder aufgehoben, als die deutschsprachigen Herzogtümer Holstein und Lauenburg Teil der Nachfolgeorganisation des alten Reiches wurden und der dänische König somit in seiner Eigenschaft als Herzog von Holstein wieder deutscher Bundesfürst wurde. Schleswig mit seiner dänisch-, friesisch- und deutschsprachigen Bevölkerung blieb staatsrechtlich dänisches Lehen und wurde entsprechend nicht dem Deutschen Bund angeschlossen. In Schleswig war der dänische Monarch als König und Herzog Lehnsherr und Vasall in einer Person. Versuche von deutscher Seite, das Herzogtum Schleswig trotz der dänischen Lehenshoheit mit Holstein zu einem gemeinsamen Staat innerhalb des Deutschen Bundes zu verbinden, scheiterten nach 1815 ebenso wie Versuche von dänischer Seite, Schleswig trotz der im Vertrag von Ripen formulierten Unteilbarkeit der beiden Herzogtümer verfassungsrechtlich näher an Dänemark zu binden. Nach dem Schleswig-Holsteinischen Krieg (auch 1. Schleswigscher Krieg) untersagte das von den Alliierten unterzeichnete Londoner Protokoll von 1852 sowohl den unmittelbaren Anschluss Schleswigs an Dänemark als auch die Bildung eines deutschen schleswig-holsteinischen Staates. Die Integrität des dänischen Gesamtstaates wurde als „europäische Notwendigkeit und ständiges Prinzip“ festgehalten.

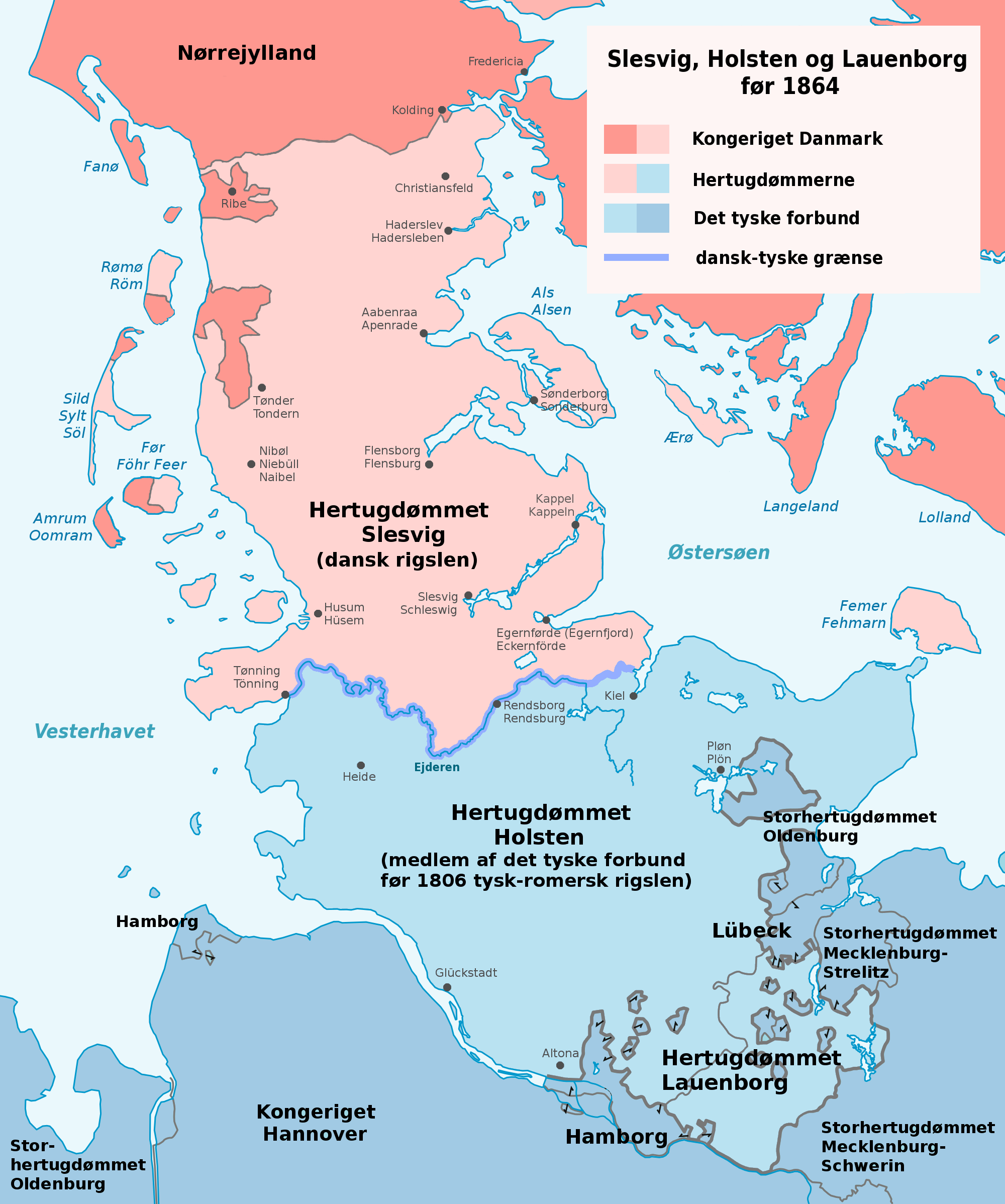
Die Herzogtümer Schleswig (als dänisches Reichslehen) sowie Holstein und Lauenburg (als deutsche Reichslehen bzw. ab 1815 Mitgliedsstaaten des Dt. Bundes)

Dennoch wurde das Londoner Protokoll mit der Annahme der sogenannten Novemberverfassung aus dem Jahr 1863, die Schleswig verfassungsrechtlich stärker an Dänemark band als Holstein, gebrochen. Bereits 1858 hatte der Deutsche Bundestag in Frankfurt die zuvorige Gesamtstaatsverfassung für das Gebiet des Herzogtums Holstein außer Kraft setzen lassen. Den Bruch des Londoner Protokolls nahm schließlich der Deutsche Bund zum Anlass einer Bundesexekution gegen das Herzogtum Holstein im Dezember 1863, auf die im Februar 1864 schließlich der Deutsch-Dänische Krieg zwischen Preußen und Österreich auf der einen und Dänemark auf der anderen Seite folgte, infolge dessen der dänische Gesamtstaat sein Ende fand.
Der kleine und über drei Kontinente verstreute Kolonialbesitz wurde im Wesentlichen im späten 17. Jahrhundert erworben. Zumeist erschlossen private oder halbstaatliche Kolonialgesellschaften die Gebiete, die dann im Laufe des 18. Jahrhunderts der Krone direkt unterstellt wurden und damit Teil des Gesamtstaates wurden. Die afrikanischen und indischen Kolonien wurden 1845/50 an Großbritannien verkauft, die karibischen Inseln gingen 1917 an die USA und bilden heute die Amerikanischen Jungferninseln.

## Verwaltung
Die Verwaltung der Reichsteile erfolgte zentral in Kopenhagen: zum einen durch die Dänische Kanzlei in dänischer Sprache für das Königreich Dänemark und Norwegen, zum anderen durch die Deutsche bzw. Schleswig-Holstein-Lauenburgische Kanzlei in deutscher Sprache für die Herzogtümer. Norwegen selbst hatte – von einer Bergbauverwaltung und provisorischen Behörden während des Krieges von 1807 bis 1814 abgesehen – keine eigenständige Verwaltung auf höherer Ebene. In Schleswig und Holstein bestanden hingegen in Gestalt des Gottorfischen Obergerichts für Schleswig und der Kanzlei in Glückstadt für Holstein eigene Regionalverwaltungen, die 1832/34 mit einem gemeinsamen Oberappellationsgericht sogar eine gemeinsame „schleswig-holsteinische“ Oberbehörde bekamen.

## Militär
Das Militär des dänischen Gesamtstaates – Heer und Flotte – war eine der wenigen gesamtstaatsweit einheitlich geführten Institutionen. Allerdings gab es einige Unterschiede zwischen den Truppen im Königreich Dänemark und den Herzogtümern und jenen im Königreich Norwegen. Seit der Aufstellung stehender Einheiten um 1660 gab es neben den üblichen geworbenen Truppen, unter denen viele deutsche Söldner zu finden waren, auch immer wieder „nationale“ Einheiten aus dienstpflichtigen Untertanen. In Norwegen waren letztere in der Mehrzahl, in Dänemark und den Herzogtümern nicht. Wichtige logistische Zentren des Militärs, vor allem aber strategische Punkte, waren die Festungen in Kopenhagen, Nyborg, Fredericia, Rendsburg, Glückstadt, Akershus und Trondheim. Die dänische Flotte hatte ihren Hauptkriegshafen stets in Christianshavn in Kopenhagen; bis 1813 gab es auch eine kleine Flottenstation in Glückstadt. Neben dem regulären Heer gab es seit dem späten 18. Jahrhundert in vielen Städten des Gesamtstaates sogenannte „Bürgerbewaffnungen“, die in Kopenhagen und Rendsburg auch als Artilleriekorps sowie als Feuerwehren organisiert waren. Sowohl unter den Mannschaften und Unteroffizieren als auch unter den Offizieren waren bis zum Ende der Koalitionskriege Deutsche (oft aus Hessen, Mecklenburg und anderen protestantischen Staaten) oder deutschsprachige Gesamtstaatsuntertanen (Holstein, Schleswig, Lauenburg) in der Mehrzahl. Nur in der Marine dominierten Dänen und Norweger. Mit der Einführung der allgemeinen Wehrpflicht 1848/49 und dem Beginn des nationalstaatlichen Denkens änderte sich diese Zusammensetzung. Von 1815 bis – faktisch – 1863 war der dänische König als Herzog von Holstein und Lauenburg zugleich Bundesfürst im Deutschen Bund. Deshalb hatte das Gesamtstaatsheer auch für die Herzogtümer ein eigenes Bundeskontingent zu stellen (Holstein-Lauenburgisches Bundeskontingent).

## Geschichte der territorialen Entwicklung

### Das Königreich Dänemark
Obwohl rechtlich betrachtet der norwegische König Olav 1380 den dänischen Thron erbte, dominierte die dänische Reichshälfte, das Königreich Dänemark, in der Kalmarer Union das Verhältnis sehr schnell, sodass Norwegens Rolle zunehmend marginalisiert wurde, während sich die politische Macht in Kopenhagen konzentrierte. Endgültig festgeschrieben wurde dies durch die Einführung des Absolutismus 1660/65.

### Das Königreich Norwegen und die Beilande (Island, Grönland, Färöer)
Das Königreich Norwegen war nach der Auflösung der Kalmarer Union de jure in Union mit Dänemark, aber de facto zu einer autonomen dänischen Provinz geworden. Mit dem Kieler Frieden von 1814 kam Norwegen zu Schweden. Norwegische (ab 1814 dann dänische) Besitzungen im Nordatlantik waren Färöer, Island und Grönland.

### Die Herzogtümer Schleswig, Holstein und Lauenburg

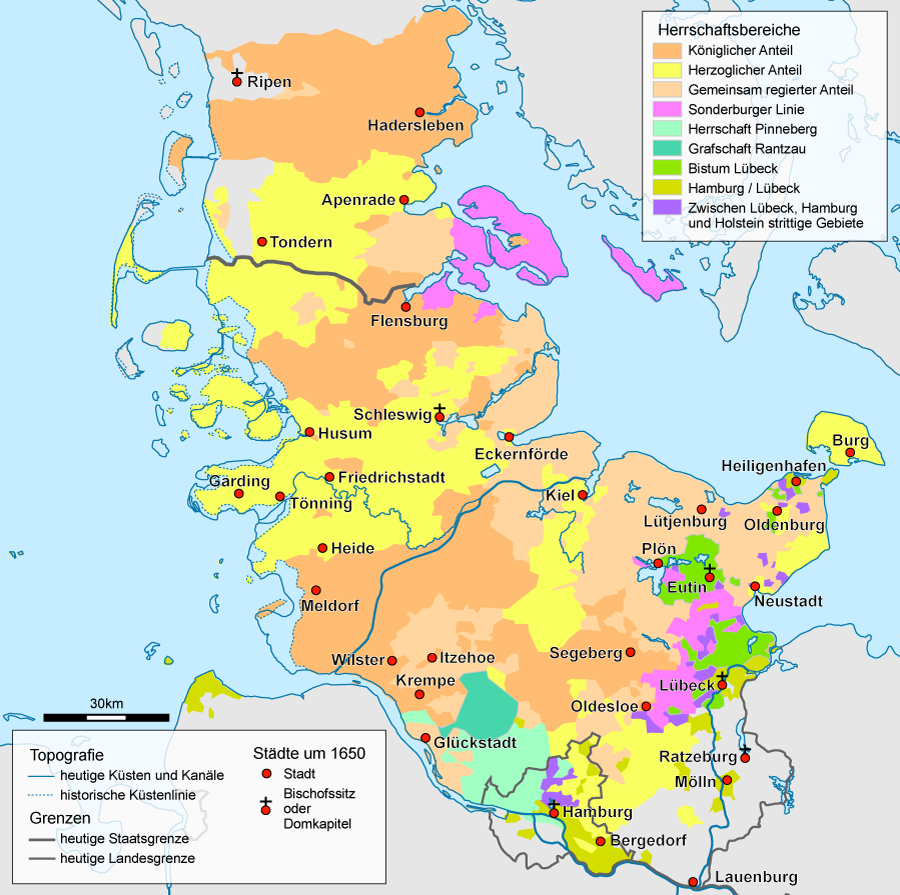
Die Herzogtümer Schleswig und Holstein sind um 1650 in zahlreiche Anteile aufgespalten, die größten Anteile sind die königlichen und herzoglichen (Gottorfer) Anteile.

Schon im Vertrag von Ripen aus dem Jahr 1460 war festgeschrieben, dass der dänische König zugleich Herzog von Schleswig und Holstein sein sollte. Das dänische Lehen Schleswig regierte der König hierbei sowohl als Lehnsherr als auch als Vasall. Im deutschen Lehen Holstein unterstand er als Vasall jedoch dem römisch-deutschen Kaiser. Weil es jedoch 1490 und 1544 innerhalb der beiden Herzogtümer mehrmals zu Landesteilungen (genannt sei vor allem die Entstehung des Gottorfer Herzogshauses mit Anteilen in beiden Herzogtümern) kam, war die Arrondierung des Gesamtstaats eines der größten politischen Ziele des dänischen Reichs während des 18. Jahrhunderts. Solange dies nicht gelungen war, spricht man von der dänischen Gesamtmonarchie auch als „Konglomeratstaat“, der im Gegensatz zum Gesamtstaat weder über ein weitgehend zusammenhängendes Territorium noch über eine ungeteilte Landesherrschaft und eine moderne Verwaltung verfügte.
Um diesem Ziel näherzukommen, wurden die zahlreichen schleswig-holsteinischen Zwergherzogtümer der Sonderburger Linien im Falle eines ausbleibenden männlichen Erben nicht mehr als neues Lehen vergeben oder durch Erbverträge eingezogen. Das nördliche Gebiet des Fürstentums Schleswig-Holstein-Gottorf, die Besitzungen im Herzogtum Schleswig, wurden infolge des Großen Nordischen Krieges bereits 1720 dem Reich angegliedert, faktisch aber weiterhin als eigenständiges Territorium im gesamtdänischen Staatsverband verwaltet. Die südlichen Besitzungen Gottorfs in Holstein kamen durch den Vertrag von Zarskoje Selo 1773 hinzu. Eine wesentliche konstruktive Rolle in der Gründung des Gesamtstaates hatte Andreas Peter von Bernstorff übernommen.
Auch die Grafschaft Rantzau wurde nach einem dortigen Familienstreit besetzt und dann ab 1726 durch Dänemark verwaltet.
Das Herzogtum Sachsen-Lauenburg kam 1814 an den Gesamtstaat. Bis dahin hatte es während der napoleonischen Kriege mehrmals den Besitzer gewechselt: Ursprünglich (seit 1689) gehörte es zu Kurhannover, war dann aber zeitweilig preußisch und sogar kaiserlich-französisch gewesen. Der Wiener Kongress sprach das Gebiet Preußen zu, das es 1814/15 im Tausch für das ehemalige Schwedisch-Vorpommern an den dänischen Gesamtstaat übergab.

## Historische Einordnung

Anteile an der Einwohnerzahl

Historisch kann der Dänische Gesamtstaat in die Epoche des aufgeklärten Absolutismus und des Merkantilismus eingeordnet werden. Bereits 1660/65 war es dem dänischen König gelungen, den Absolutismus durch die sogenannte lex regia (Königsgesetz) gesetzlich zu verankern.
Außenminister Andreas Peter von Bernstorff konnte 1773 die schon von seinem Onkel begonnenen Verhandlungen mit Russland über den Austausch des Gottorpschen Anteils an Holstein gegen Oldenburg und Delmenhorst im Vertrag von Zarskoje Selo zum gewünschten Ende führen. Dies gilt als Gründungsdatum des dänischen Gesamtstaates.
Im späten 18. Jahrhundert entwickelte sich das System hin zu einem „meinungsgesteuerten Absolutismus“ wie der norwegische Historiker Jens Aarup Seip es beschrieb: Der König verließ sich dabei stark auf einen engen Kreis von Beratern, die ihrerseits über persönliche Kontakte und informelle Verflechtungen durch Clubs, Lesegesellschaften und Vereine das Meinungsbild des politisch wichtigen Bürgertums in die Regierung miteinbrachten. Bis etwa 1800 wurden so viele Reformen im Gesamtstaat umgesetzt, wie 1788/1805 die Abschaffung der Schollenbindung (Leibeigenschaft) im Königreich bzw. den Herzogtümern.
Die Zeit zwischen 1800 und 1815, in der der Gesamtstaat in die napoleonischen Kriege involviert war, führte zu politischen und wirtschaftlichen Krisen. Antworten darauf erhofften sich danach viele politische Akteure zunehmend von der Gründung eines Nationalstaates. Die beginnenden Nationalitätenkonflikte zwischen Deutschen und Dänen in Schleswig oder Südjütland im frühen 19. Jahrhundert und letztlich der Verlust Schleswigs und Holsteins 1864 markieren dann das Ende des Gesamtstaates und den Beginn des modernen Nationalstaates Dänemark sowie nach 1866 von Schleswig-Holstein als preußische Provinz.
In der Zeit des Gesamtstaates wurden in den Herzogtümern Schleswig und Holstein der Eiderkanal (1777 bis 1784), die Altona-Kieler Chaussee (1830–32) sowie die Eisenbahnlinie Kiel-Altona (1843/44) gebaut. Diese infrastrukturellen Projekte sowie zahlreiche Anstöße zur Entwicklung frühindustrieller Strukturen kennzeichnen den dänischen Gesamtstaat zugleich als Prototyp eines europäischen Staatswesens auf dem Weg in die Moderne.